# Ikram Antaki
Pour les articles homonymes, voir Antaki.
Ikram Antaki (9 juillet 1948 à Damas en Syrie - 31 octobre 2000 à Mexico au Mexique) est une femme écrivain mexicaine d'origine syrienne. 

## Biographie
Sa mère était experte de la littérature russe du XIXe siècle. Son grand-père a été le dernier gouverneur turc d'Antioche où il a sauvé des milliers d'arméniens pendant le génocide arménien en Turquie. A l'âge de quatre ans, elle a fréquenté une école de religieuses franciscaines françaises où elle a suivi l'éducation de base et le baccalauréat. elle a ensuite émigré en France pour étudier la littérature comparée, l'anthropologie sociale et l'ethnologie du monde arabe à l'Université de Paris VII.
En 1975, selon des mots de l'auteur, elle a eu envie de voyager jusqu'à la fin du monde. Elle a ouvert un compas et a placé une des extrémités dans sa ville et l'autre dans le point le plus éloigné possible, en l'occurrence le Mexique, pays dont elle adoptera la citoyenneté et où elle résidera jusqu'à son décès. 
Antaki a publié 29 livres en espagnol, français et arabe. Pendant son séjour au Mexique, elle a collaboré aux chaînes de télévision 11 et 13 dans quelques programmes avec Ricardo Garibay et Maria Pia, et a acquis la popularité grâce à ses interventions dans le programme le Banquet de Platón, un des plus populaires dans la région centre du pays. Ses avis étaient généralement peu orthodoxes : dans certains cas, elle a dit que la génération de jeunes qui a pris part au mouvement de 1968 avait été la plus pauvre intellectuellement au Mexique du XXe siècle, que la démocratie n'existait pas dans la famille, ni dans l'école et que les plébiscites étaient une invention du fascisme. 
Ses lecteurs soulignent l'agrément de ses textes et de ses conférences, la profondeur de ses recherches et l'originalité de sa personne. 
elle a eu un fils, Maruán Soto Antaki.